# María de Lourdes Ramos Rivera
María de Lourdes Ramos Rivera (Juncos, 6 de agosto de 1960), más conocida como Lourdes Ramos, es una política puertorriqueña del Partido Nuevo Progresista. Desde 2005 sirve como representante por acumulación. Anteriormente ocupó ese cargo entre 1996 y 2001.

## Primeros años y educación
Ramos nació en Juncos, Puerto Rico el 6 de agosto de 1960. Completó un bachillerato en administración de empresas de la Universidad de Puerto Rico, con concentración en secretaría ejecutiva.

## Carrera política
Ramos inició su carrera como Secretaria de la Legislatura Municipal de Juncos. En 1993, fue designada como miembro de la Comisión de Asuntos de la Mujer por el entonces gobernador Pedro Rosselló.
En 1995, Ramos presentó exitosamente su candidatura para llenar un escaño vacante en la Cámara de Representantes de Puerto Rico debido a la renuncia del Representante Jorge L. Navarro Alicea. Ramos prestó juramento el 26 de marzo de 1996 como representante por acumulación del Partido Nuevo Progresista, convirtiéndose en la primera mujer de Juncos en ocupar el cargo.
Ramos fue elegida oficialmente en las elecciones generales de 1996, donde fue la representante que recibió más votos de los 11 candidatos ganadores. En 1997, el Comité de Acción de Carolina le entregó el Premio Jesús T. Piñero. Aun así, después de un mandato, Ramos fue derrotada para la reelección en las elecciones generales de 2000, donde fue la candidata con menos votos.
Ramos regresó a la Cámara de Representantes en 2005. Después de prestar juramento, su partido la eligió como portavoz alterna para ese período.
Luego de ser reelecta en 2008, Ramos fue designada para presidir el Comité de Sistemas de Jubilación de la Cámara. También fue miembro de las Comisiones de Gobierno, de Asuntos Municipales, de Asuntos del Consumidor y de Educación y Cooperativismo. 
Desde entonces, Ramos ha sido reelegida en 2012, 2016 y 2020.

## Historial electoral
| Año  | Cargo                         | Tipo      | Partido | Partido | Votos   | %    | Posición | Resultado |
| ---- | ----------------------------- | --------- | ------- | ------- | ------- | ---- | -------- | --------- |
| 1996 | Representante por acumulación | Generales |         | PNP     | 157,844 | 8.3  | 1.ª      | Electa    |
| 2000 | Representante por acumulación | Generales |         | PNP     | 137,538 | 7.0  | 13.ª     | Derrotada |
| 2004 | Representante por acumulación | Generales |         | PNP     | 145,497 | 7.6  | 7.ª      | Electa    |
| 2008 | Representante por acumulación | Generales |         | PNP     | 152,188 | 8.1  | 4.ª      | Reelecta  |
| 2012 | Representante por acumulación | Generales |         | PNP     | 131,807 | 7.27 | 10.ª     | Reelecta  |
| 2016 | Representante por acumulación | Generales |         | PNP     | 113,315 | 7.80 | 8.ª      | Reelecta  |
| 2020 | Representante por acumulación | Generales |         | PNP     | 63,700  | 5.55 | 11.ª     | Reelecta  |
| 2024 | Representante por acumulación | Generales |         | PNP     | 74,836  | 6.55 | 9.ª      | Reelecta  |